# Lindbergia maritima
Lindbergia maritima là một loài Rêu trong họ Leskeaceae. Loài này được Lewinsky mô tả khoa học đầu tiên năm 1977.